# David Frankfurter
Pour les articles homonymes, voir Frankfurter.
David Frankfurter, né le 9 juillet 1909 à Daruvar (Croatie-Slavonie) et mort le 19 juillet 1982 à Ramat Gan (Israël), est connu pour avoir assassiné en 1936 Wilhelm Gustloff, chef de la branche suisse du parti nazi.

## Biographie

### Origines familiale et formation
David est le fils de Mavro Frankfurter, rabbin de Daruvar, puis de Vinkovci, villes croates d'Autriche-Hongrie jusqu'en 1918, puis de Yougoslavie jusqu'en 1991. 
Après son baccalauréat, il commence des études en médecine, puis part en Allemagne faire des études de dentiste, d'abord à Leipzig, puis à Francfort-sur-le-Main. À la suite de l'arrivée au pouvoir de Hitler en janvier 1933, il est victime des mesures antisémites à l'université et s'exile en Suisse ; il s'installe à Berne en 1934, afin de terminer ses études.

### L'attentat contre Gustloff
En Suisse, le nazisme s'incarne en la personne de Wilhelm Gustloff (né en 1895), Landesgruppenleiter (« dirigeant de groupe territorial ») dans le cadre de la NSDAP-Auslandsorganisation (« Organisation extérieure du NSDAP »), Allemand installé à Davos (canton des Grisons) depuis 1917, qui, entre autres, a réédité les Protocoles des Sages de Sion.
Après avoir acheté une arme à Berne, David Frankfurter se rend le 4 février 1936 à Davos ; introduit dans l'appartement de Gustloff  par l'épouse de celui-ci, il l'abat dans son bureau de cinq coups de feu ; aussitôt après, il se livre à la police et reconnaît son acte, destiné à « réveiller son peuple », selon ses propres termes.

### Les suites politiques et judiciaires
La propagande nazie de Joseph Goebbels présente à toute l'Europe Gustloff comme un « martyr » du nazisme. Cependant, il n'y a pas de représailles organisées, étant donné que l'année 1936 est celle des Jeux olympiques en Allemagne (à Garmisch-Partenkirchen du 6 au 16 février, à Berlin en août) et que Hitler ne veut pas renforcer les arguments des partisans du boycott. 
La propagande nazie à propos de Gustloff se heurte en effet à l'action des organisations antinazies, notamment, en France, celle de la LICA (actuelle LICRA) de Bernard Lecache (organisation issue de la défense de Samuel Schwartzbard, assassin en 1926 du nationaliste ukrainien Simon Petlioura). L'avocat membre de la LICA Vincent de Moro-Giafferi se propose pour défendre Frankfurter. Les autorités judiciaires suisses le récusent en raison de sa méconnaissance de l'allemand. 
Jugé par la cour d'assises de Coire, chef-lieu des Grisons, David Frankfurter est condamné le 9 décembre 1936 à dix-huit années d'emprisonnement. 
Le 12 décembre 1936, la LICA organise à Paris un grand meeting de protestation.
En l'honneur de Gustloff, Hitler décide de donner son nom à un paquebot en cours de construction dans les chantiers navals de Hambourg. Le Wilhelm Gustloff est baptisé le 5 mai 1937 en présence d'Adolf Hitler et de la veuve de Gustloff. Le 30 janvier 1945, le naufrage de ce navire en mer Baltique, torpillé par un sous-marin soviétique, est la plus importante catastrophe maritime de tous les temps.
David Frankfurter après la guerre
Le 27 février 1945, il fait une demande de grâce ; celle-ci lui est accordée le 1er juin, sous condition de quitter le territoire suisse. Il part s'installer en Palestine mandataire, à Tel Aviv. Après la création de l'État d'Israël (1948), il travaille pour le ministère de la Défense et devient officier de l'armée israélienne. Il publie ses mémoires en 1950.
La sentence d'expulsion a été révoquée par le gouvernement cantonal des Grisons en 1969.

#### En allemand
- Armin Fuhrer, Tod in Davos. David Frankfurter und das Attentat auf Wilhelm Gustloff, Berlin, Metropol Verlag, 2012, [ (ISBN 978-3-86331-069-1)]
- Emil Ludwig, Peter O. Chotjewitz et Helmut Kreuzer (éd.), Der Mord in Davos, Herbstein, März Verlag, 1986

#### Littérature
- Günter Grass, En crabe, 2003 (2002 pour la version originale) [ce roman est fondé sur le naufrage du paquebot et la vie de Gustloff]